# Slalomvärldsmästerskapen i kanotsport 1983
Slalomvärldsmästerskapen i kanotsport 1983 anordnades i Meran, Italien.

## Medaljsummering

### Medaljtabell
| Pl.    | Nation          | Guld | Silver | Brons | Totalt |
| ------ | --------------- | ---- | ------ | ----- | ------ |
| 1      | Storbritannien  | 3    | 2      | 2     | 7      |
| 2      | USA             | 3    | 2      | 1     | 6      |
| 3      | Tjeckoslovakien | 1    | 1      | 2     | 4      |
| 4      | Frankrike       | 1    | 1      | 1     | 3      |
| 5      | Västtyskland    | 0    | 2      | 1     | 3      |
| 6      | Jugoslavien     | 0    | 0      | 1     | 1      |
| Totalt | Totalt          | 8    | 8      | 8     | 24     |

### Herrar
| Gren    | Guld | Poäng  | Silver                                                                                  | Poäng  | Brons                                                                                                | Poäng  |
| C-1     | Jon Lugbill (USA)                                                                                             | 221,94 | David Hearn (USA)                                                                       | 222,87 | Jože Vidmar (YUG)                                                                                    | 234,27 |
| C-1 lag | USA Jon Lugbill David Hearn Kent Ford                                                                         | 249,41 | Tjeckoslovakien Juraj Ontko Jozef Hajdučík Karel Ťoupalík                               | 276,16 | Storbritannien Martyn Hedges Peter Keane Jeremy Taylor                                               | 276,63 |
| C-2     | USA Lecky Haller Fritz Haller                                                                                 | 246,33 | Frankrike Pierre Calori Jacques Calori                                                  | 248,05 | USA Steve Garvis Mike Garvis                                                                         | 256,61 |
| C-2 lag | Tjeckoslovakien Miroslav Hajdučík & Milan Kučera Dušan Zaťko & Ľudovít Tkáč František Slavík & Jiří Decastelo | 288,57 | USA Lecky Haller & Fritz Haller Steve Garvis & Mike Garvis Charles Harris & John Harris | 295,50 | Storbritannien Eric Jamieson & Robin Williams Michael Smith & Andrew Smith Robert Joce & Robert Owen | 298,20 |
| K-1     | Richard Fox (GBR)                                                                                             | 207,18 | Toni Prijon (FRG)                                                                       | 211,32 | Peter Micheler (FRG)                                                                                 | 212,37 |
| K-1 lag | Storbritannien Richard Fox Paul McConkey Jim Dolan                                                            | 232,24 | Västtyskland Toni Prijon Peter Micheler Dirk Bovensmann                                 | 235,16 | Tjeckoslovakien Luboš Hilgert Ivan Hilgert Jiří Měchura                                              | 238,01 |

### Damer
| Gren    | Guld                                                            | Poäng  | Silver                                                        | Poäng  | Brons                                                               | Poäng  |
| K-1     | Elizabeth Sharman (GBR)                                         | 232,34 | Jane Roderick (GBR)                                           | 236,34 | Marie-Françoise Grange (FRA)                                        | 238,75 |
| K-1 lag | Frankrike Marie-Françoise Grange Sylvie Arnaud Myriam Jerusalmi | 270,76 | Storbritannien Elizabeth Sharman Jane Roderick Susan Garriock | 285,51 | Tjeckoslovakien Marcela Košťálová Eva Stavařová Marcela Kubričanová | 287,41 |